# Pavol Hrušovský
Pavol Hrušovský (ur. 9 czerwca 1952 w Veľkiej Maňi) – słowacki polityk, były prezes KDH, w latach 2002–2006 i 2011–2012 przewodniczący Rady Narodowej Republiki Słowackiej.

## Życiorys
W latach 1973–1978 odbył studia prawnicze na Uniwersytecie Komeńskiego w Bratysławie i uzyskał tytuł iuris utriusque doctor. W latach 1989–1992 kierował wydziałem prawnym spółdzielni w Nitrze. Był przewodniczącym rządu okręgowego w Nitrze.
W 1990 wybrany w skład Zgromadzenia Federalnego Czechosłowacji. W 1992 uzyskał mandat posła do Rady Narodowej (odnawiany w 1994, 1998, 2002, 2006, 2010 i 2012). W okresie rządów centroprawicy pełnił obowiązki wiceprzewodniczącego (1998–2002) oraz przewodniczącego parlamentu (2002–2006). Był członkiem stałej delegacji Rady Narodowej do Zgromadzenia Parlamentarnego Unii Zachodnioeuropejskiej. Od 2000 do 2009 pełnił obowiązki przewodniczącego Ruchu Chrześcijańsko-Demokratycznego.
W październiku 2011 został ponownie wybrany na przewodniczącego Rady Narodowej. Pełnił tę funkcję do kwietnia 2012. W 2014 kandydował bez powodzenia jako kandydat niezależny w wyborach prezydenckich, otrzymując około 63 tys. głosów (3,3%).